# Ingeborg da Dinamarca
Ingeborg Carlota Carolina Frederica Luísa da Dinamarca (Copenhague, 2 de agosto de 1878 - Estocolmo, 11 de março de 1958) foi a segunda filha do rei Frederico VIII da Dinamarca e de sua consorte, a rainha Luísa. Foi avó materna do rei Haroldo V da Noruega e o ex-rei Alberto II da Bélgica; bem como bisavó do príncipe Haakon, Príncipe Herdeiro da Noruega, o rei Filipe da Bélgica e do grão-duque Henrique de Luxemburgo.

## Primeiros anos
Ingeborg nasceu em 2 de agosto de 1878 no Palácio de Charlottenlund, perto de Copenhague. Ela foi a quinta dos oito filhos do rei Frederico VIII da Dinamarca e sua esposa, a rainha Luísa. Através de seu avô, o rei dinamarquês Cristiano IX, apelido de "o sogro da Europa", Ingeborg era prima do último czar russo Nicolau II, dos reis Jorge V do Reino Unido e Constantino I da Grécia e do último duque reinante Brunsvique, Ernesto Augusto.
Excepcionalmente para a época, Ingeborg e seus irmãos foram criados por sua mãe e raramente colocados sob os cuidados de uma governanta. Luísa estava muito interessada no desenvolvimento de seus filhos, então ela lhes impôs uma educação amorosa e não muito autoritária. Ingeborg se tornou uma jovem amigável, despreocupada e perspicaz.

## Casamento

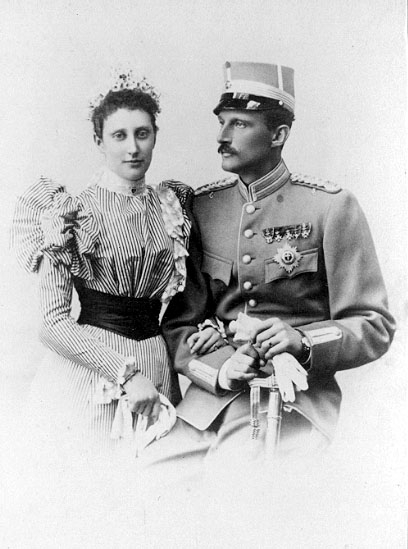
Ingeborg e Carlos em 1897

Em 27 de agosto de 1897, com dezenove anos, ela contraiu matrimônio com o príncipe Carlos, Duque da Gotalândia Ocidental, o terceiro filho do rei Óscar II da Suécia da rainha consorte Sofia. Os dois passaram a sua lua-de-mel na Alemanha.
A mãe de Ingeborg era prima em primeiro grau de Carlos. O casal instalou-se na cidade deEstocolmo e teve quatro filhos:
1. A princesa Margarida da Suécia (1899-1977), esposa do príncipe Axel da Dinamarca.
2. A princesa Marta da Suécia (1901-1954), esposa de Olavo V da Noruega.
3. A princesa Astrid da Suécia (1905-1935), esposa de Leopoldo III da Bélgica.
4. O príncipe Carlos, Duque da Gotalândia Oriental (1911-2003).

Em 1947, quando comemoraram mais um ano de casamento, o marido de Ingeborg admitiu que a união tinha sido completamente arranjada pelos seus pais, ao que Ingeborg acrescentouː "Casei-me com alguém que me era completamente estranhoǃ"
O casamento foi muito bem-recebido porque Ingeborg era neta do rei Carlos XV da Suécia, que tinha sido muito popular no seu tempo, e também porque a princesa se tornou muito querida para os suecos. Foi dito que, de entre todas as princesas estrangeiras que se casaram com membros da família real sueca, ela era talvez a mais adequada para se tornar rainha-consorte, e, ao longo de dez anos, quase que chegava a esse cargoː entre 1897 e 1907, a rainha Sofia raramente aparecia em público e a princesa-herdeira Vitória de Baden passava grande parte do tempo no estrangeiro por motivos de saúde, por isso era a princesa Ingeborg que recebia mais deveres públicos, acabando por desempenhar de forma não-oficial um papel que estava mais associado a uma rainha-consorte da Suécia. A percepção que deixou foi a de que cumpriu os seus deveres representativos com uma combinação de dignidade e simpatia natural, tendo atraído para si um circulo de amizades graças à sua personalidade.
Ingeborg interessava-se por desporto, principalmente patinagem no gelo, e, durante a exposição automóvel de Estocolmo em 1913, Ingeborg e o príncipe-herdeiro, Gustavo, resolveram fazer uma viagem espontânea de carro até Escânia. Em 1908, acompanhou o príncipe Guilherme, Duque de Sudermânia para o seu casamento com a grã-duquesa Maria Pavlovna na Rússia.

## Vida familiar e política

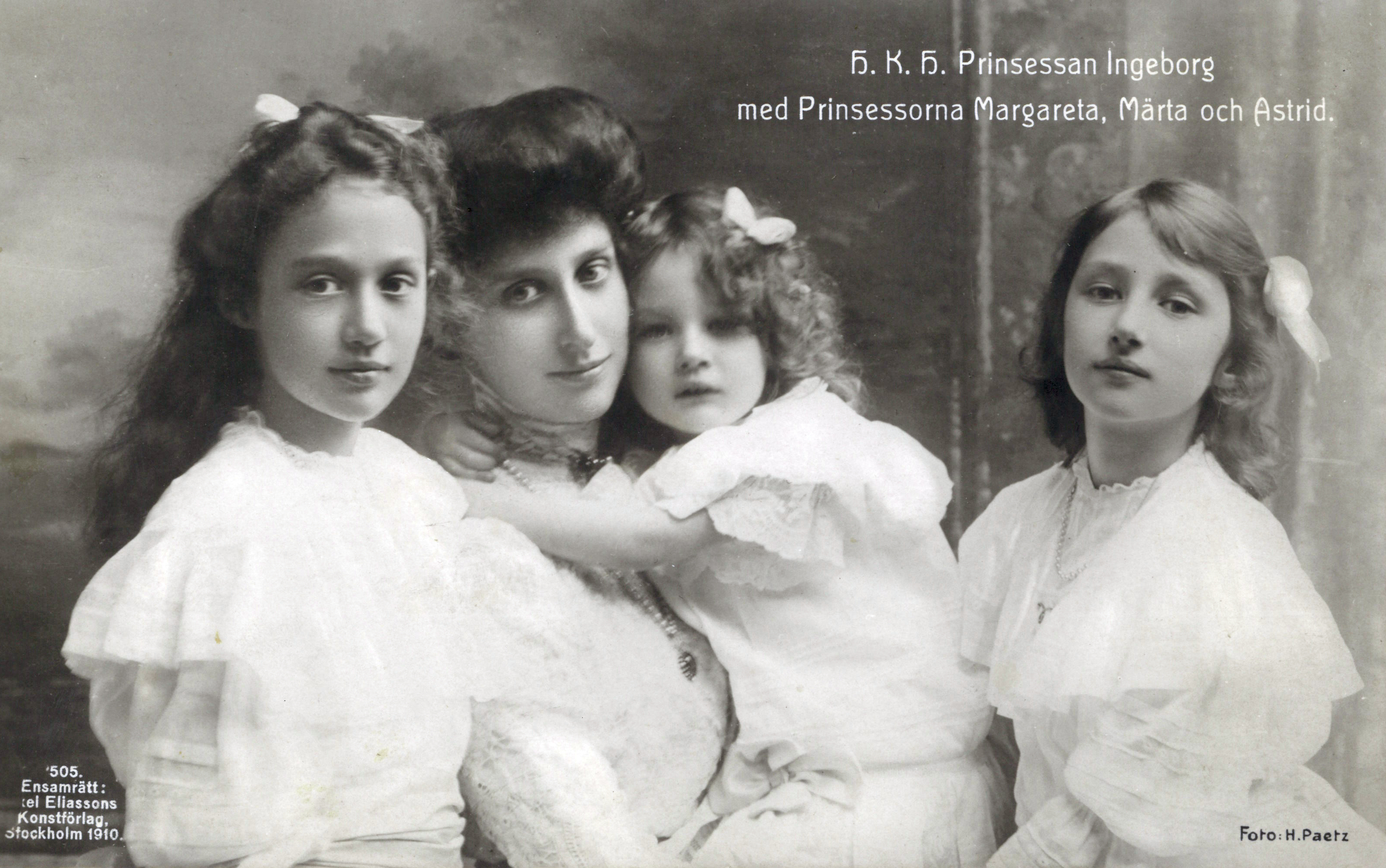
Ingeborg com as suas filhas mais velhasː Margarida, Marta e Astrid

Ingeborg vivia uma vida familiar harmoniosa e a sua família era conhecida como a "família feliz". Os seus filhos foram educados de forma simples e aprenderam a realizar tarefas domésticas. Tinham mesmo um fogão verdadeiro na sua cabana de brincar no qual cozinhavam comida verdadeira. Ingeborg e Carlos viviam uma vida íntima de família com os seus filhos.
Ingeborg era admirada pela forma como lidou com as dificuldades económicas que a família viveu quando um banco no qual tinham investido faliu em 1922 e eles foram obrigados a vender a sua casa. A princesa era retratada como um exemplo de esposa e mãe em muitas revistas e, durante vários anos, foi um dos membros mais populares da família real.

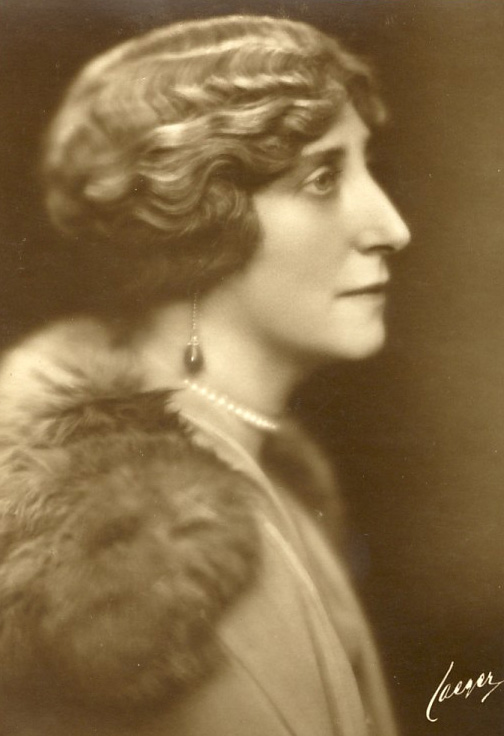
Ingeborg em 1921

Em 1905, a Assembleia Nacional da Noruega escolheu o príncipe Carlos, marido de Ingeborg, como o primeiro candidato a ocupar o trono da nação recém-independente. Entretanto, o príncipe recusou a indicação, por causa da oposição do seu pai, Óscar II, que era contra a independência desse país. O escolhido acabou sendo um irmão da princesa, também chamado Carlos, depois Haakon VII. O facto de Ingeborg ser parente das três casas reais da Escandinávia foi útil para ajudar a acalmar a tensão causada pela subida do seu irmão ao trono da Noruega. Em termos políticos, Ingeborg simpatizava mais com os liberais e não gostava dos conservadores, uma opinião que expressou durante uma crise governamental em 1918. Odiava o governo conservador de Hammarsköljd e as suas políticas de 1914, criticou a imprensa conservadora e considerou que a demissão do governo liberal-socialista em 1918 foi um desastre, tendo, aparentemente, comentado o assunto com as palavrasː "Não pode acontecerǃ Não, não, nãoǃ".
Durante a Segunda Guerra Mundial, a princesa manifestou-se contra o partido Nazi tapando a janela da sua casa que tinha vista direta para a embaixada da Alemanha em Estocolmo.

## Morte
Ingeborg faleceu em Estocolmo, aos setenta e nove anos, sete anos depois de ter enviuvado. Foi testemunha também da morte de duas filhas: Astrid morreu em 1935, em um acidente de carro na Suíça, e Marta faleceu de câncer em 1954. Foi sepultada no cemitério real do Parque de Haga, na capital sueca.

## Genealogia
| Ingeborg da Dinamarca | Pai: Frederico VIII da Dinamarca | Avô paterno: Cristiano IX da Dinamarca | Bisavô paterno: Frederico Guilherme, Duque de Eslésvico-Holsácia-Sonderburgo-Glucksburgo |
| Ingeborg da Dinamarca | Pai: Frederico VIII da Dinamarca | Avô paterno: Cristiano IX da Dinamarca | Bisavó paterna: Luísa Carolina de Hesse-Cassel                                           |
| Ingeborg da Dinamarca | Pai: Frederico VIII da Dinamarca | Avó paterna: Luísa de Hesse-Cassel     | Bisavô paterno: Guilherme de Hesse-Cassel                                                |
| Ingeborg da Dinamarca | Pai: Frederico VIII da Dinamarca | Avó paterna: Luísa de Hesse-Cassel     | Bisavó paterna: Luísa Carlota da Dinamarca                                               |
| Ingeborg da Dinamarca | Mãe: Luísa da Suécia             | Avô materno: Carlos XV da Suécia       | Bisavô materno: Óscar I da Suécia                                                        |
| Ingeborg da Dinamarca | Mãe: Luísa da Suécia             | Avô materno: Carlos XV da Suécia       | Bisavó materna: Josefina de Leuchtenberg                                                 |
| Ingeborg da Dinamarca | Mãe: Luísa da Suécia             | Avó materna: Luísa dos Países Baixos   | Bisavô materno: Frederico dos Países Baixos                                              |
| Ingeborg da Dinamarca | Mãe: Luísa da Suécia             | Avó materna: Luísa dos Países Baixos   | Bisavó materna: Luísa da Prússia                                                         |